# Artur de Campos Henriques
 (novembre 2023).
Si vous disposez d'ouvrages ou d'articles de référence ou si vous connaissez des sites web de qualité traitant du thème abordé ici, merci de compléter l'article en donnant les références utiles à sa vérifiabilité et en les liant à la section « Notes et références ».
Artur Alberto de Campos Henriques (Porto, 28 avril 1853 - Lisbonne, 7 novembre 1922) est un homme d'État portugais, de la fin de la monarchie constitutionnelle qui, en plus d'avoir occupé les postes de député aux Cortes et préfet de Porto, de façon temporaire en 1891, est entré effectivement en fonction en 1893. Ministre des Travaux publics en 1894, il devient Président du Conseil du 26 décembre 1908, au 11 avril 1909, d'un gouvernement indépendant nommé à l'initiative du Roi Manuel II.
Campos Henriques est proche de l'aile conservatrice du Parti régénérateur, sans être réellement militant. Du 25 juin 1900 au 20 octobre 1904 et du 20 mars au 19 mai 1906, il devient Ministre de la Justice (en) du deuxième et du troisième gouvernement d'Ernesto Hintze Ribeiro.
Encore une fois entré en fonction comme ministre de la Justice du gouvernement d'« acalmação » de Francisco Joaquim Ferreira do Amaral, et celui-ci est désavoué par le parlement, assume la présidence du ministère.